# ویتوریو پاریجینی
ویتوریو پاریجینی (ایتالیایی: Vittorio Parigini؛ زاده ۲۵ مارس ۱۹۹۶) بازیکن فوتبال اهل ایتالیا است.